# Santa Muerte

Santa Muerte hållandes en lie.

Nuestra Señora de la Santa Muerte (spanska: [ˈnwestɾa seˈɲoɾa ðe la ˈsanta ˈmweɾte]; spanska för "Vår heliga fru som kommer med döden" ofta förkortad Sante Muerte), är en mexikansk nyhednisk idol, gudom och helgon som också har anknytning till katolicismen. Hon är döden personifierad och förknippas med helande, skydd och själarnas resa till livet efter detta. Santa Muerte gestaltas i regel som ett kvinnligt skelett iklädd en klänning hållandes en lie, jordglob, vågskål, oljelampa, timglas eller uggla. I helgonkalendern firas Santa Muerte den 1 november medan andra firar henne 15 augusti.

## Socioekonomi
Mestadels är det arbetslösa alternativt människor inom arbetarklassen som tillber Santa Muerte. Likaså är det personer i tonåren upp till trettioårsåldern och i synnerhet kvinnor som dyrkar helgonet. Det är alltså primärt människor som har en prekärt ekonomisk utsatt position i samhället som inte är integrerade på arbetsmarknaden, har låg eller ingen utbildning samt står utanför det juridiska systemet. Följare kan finnas båda i urbana liksom rurala områden.

## HBTQI
Då HBTQI-personer generellt är utstötta i det mexikanska samhället liksom av katolska kyrkan ses Santa Muerte som beskyddare av HBTQI-personer som grupp. HBTQI-personer ber om hennes beskydd från våld, hat och sjukdom men även om hennes hjälp för att finna kärlek. Hennes förbön används därför ofta vid giftermål mellan samkönade personer och the Church of Santa Muerte tillåter samkönade vigslar.  

## Koppling till den kriminella världen
Santa Muerte associeras generellt med kriminalitet, våld och droghandel. Hon är därför populär bland fångar i fängelser och det är inte ovanligt att finna helgedomer tillägnade helgonet i fängelseceller.

## Santa Muerte i populärkultur
I tv-serien Breaking Bad skapad av Vince Gilligan förekommer Santa Muerte i det första avsnittet av den tredje säsongen.